# Ukrajna a 2022. évi téli olimpiai játékokon
Ukrajna a kínai Pekingben megrendezett 2022. évi téli olimpiai játékok egyik részt vevő nemzete volt. Az országot az olimpián 12 sportágban 45 sportoló képviselte, akik összesen 1 érmet szereztek.

## Érmesek
| Érem  | Versenyző           | Sportág      | Versenyszám |
| ----- | ------------------- | ------------ | ----------- |
| Ezüst | Oleksandr Abramenko | Síakrobatika | Férfi ugrás |

## Alpesisí
Férfi
| Versenyző       | Versenyszám            | 1. futam      | 1. futam      | 2. futam | 2. futam | Összesítés | Összesítés |
| Versenyző       | Versenyszám            | Idő           | Hely.         | Idő      | Hely.    | Idő        | Helyezés   |
| --------------- | ---------------------- | ------------- | ------------- | -------- | -------- | ---------- | ---------- |
| Ivan Kovbasnyuk | Lesiklás               |               |               |          |          | 1:48,09    | 33.        |
| Ivan Kovbasnyuk | Műlesiklás             | nem ért célba | nem ért célba | kiesett  | kiesett  | kiesett    | kiesett    |
| Ivan Kovbasnyuk | Szuperóriás-műlesiklás |               |               |          |          | 1:25,56    | 32.        |

| Versenyző       | Versenyszám | Lesiklás | Lesiklás | Műlesiklás | Műlesiklás | Összesítés | Összesítés |
| Versenyző       | Versenyszám | Idő      | Hely.    | Idő        | Hely.      | Idő        | Helyezés   |
| --------------- | ----------- | -------- | -------- | ---------- | ---------- | ---------- | ---------- |
| Ivan Kovbasnyuk | Összetett   | 1:49,13  | 21.      | 55,30      | 14.        | 2:44,43    | 14.        |

Női
| Versenyző             | Versenyszám            | 1. futam      | 1. futam      | 2. futam | 2. futam | Összesítés | Összesítés |
| Versenyző             | Versenyszám            | Idő           | Hely.         | Idő      | Hely.    | Idő        | Helyezés   |
| --------------------- | ---------------------- | ------------- | ------------- | -------- | -------- | ---------- | ---------- |
| Anastasiya Shepilenko | Óriás-műlesiklás       | 1:05,95       | 45.           | 1:06,38  | 40.      | 2:12,33    | 39.        |
| Anastasiya Shepilenko | Műlesiklás             | nem ért célba | nem ért célba | kiesett  | kiesett  | kiesett    | kiesett    |
| Anastasiya Shepilenko | Szuperóriás-műlesiklás |               |               |          |          | 1:19,60    | 37.        |

## Biatlon
Férfi
| Versenyző                                                    | Versenyszám            | Időeredmény | Lövőhiba    | Helyezés |
| ------------------------------------------------------------ | ---------------------- | ----------- | ----------- | -------- |
| Anton Dudchenko                                              | 20 km egyéni indításos | 54:54,9     | 4 (1+0+1+2) | 50.      |
| Anton Dudchenko                                              | 10 km sprint           | 26:51,6     | 2 (2+0)     | 60.      |
| Anton Dudchenko                                              | 12,5 km üldözőverseny  | 43:36,5     | 3 (2+0+1+0) | 23.      |
| Dmytro Pidruchnyi                                            | 20 km egyéni indításos | 51:49,3     | 3 (0+1+1+1) | 18.      |
| Dmytro Pidruchnyi                                            | 10 km sprint           | 25:19,0     | 1 (0+1)     | 13.      |
| Dmytro Pidruchnyi                                            | 12,5 km üldözőverseny  | 42:45,9     | 5 (1+2+2+0) | 13.      |
| Dmytro Pidruchnyi                                            | 15 km tömegrajtos      | 42:16,2     | 7 (0+3+2+2) | 24.      |
| Artem Pryma                                                  | 20 km egyéni indításos | 53:36,2     | 4 (1+2+0+1) | 37.      |
| Artem Pryma                                                  | 10 km sprint           | 25:19,8     | 1 (0+1)     | 15.      |
| Artem Pryma                                                  | 12,5 km üldözőverseny  | 42:59,8     | 6 (2+2+2+0) | 18.      |
| Artem Pryma                                                  | 15 km tömegrajtos      | 43:12,6     | 7 (2+1+3+1) | 28.      |
| Bogdan Tsymbal                                               | 20 km egyéni indításos | 55:19,0     | 4 (3+0+1+0) | 55.      |
| Bogdan Tsymbal                                               | 10 km sprint           | 26:59,0     | 3 (3+0)     | 66.      |
| Bogdan Tsymbal Artem Pryma Anton Dudchenko Dmytro Pidruchnyi | 4 × 7,5 km váltó       | 1:23:31,5   | 4+12        | 9.       |

Női
| Versenyző                                                         | Versenyszám            | Időeredmény   | Lövőhiba      | Helyezés      |
| ----------------------------------------------------------------- | ---------------------- | ------------- | ------------- | ------------- |
| Darya Blashko                                                     | 15 km egyéni indításos | nem indult    | nem indult    | nem indult    |
| Yuliia Dzhima                                                     | 15 km egyéni indításos | 45:34,4       | 2 (0+1+0+1)   | 10.           |
| Yuliia Dzhima                                                     | 7,5 km sprint          | 21:51,8       | 1 (0+1)       | 8.            |
| Yuliia Dzhima                                                     | 10 km üldözőverseny    | 37:36,2       | 4 (1+0+1+2)   | 13.           |
| Yuliia Dzhima                                                     | 12,5 km tömegrajtos    | 41:43,7       | 3 (1+0+2+0)   | 7.            |
| Anastasiya Merkushyna                                             | 7,5 km sprint          | 22:31,6       | 1 (1+0)       | 24.           |
| Anastasiya Merkushyna                                             | 10 km üldözőverseny    | 38:37,2       | 2 (1+0+0+1)   | 25.           |
| Iryna Petrenko                                                    | 15 km egyéni indításos | 45:42,2       | 0 (0+0+0+0)   | 11.           |
| Iryna Petrenko                                                    | 7,5 km sprint          | 23:11,7       | 2 (2+0)       | 40.           |
| Iryna Petrenko                                                    | 10 km üldözőverseny    | 43:03,7       | 4 (1+1+2+0)   | 55.           |
| Valentyna Semerenko                                               | 15 km egyéni indításos | nem ért célba | nem ért célba | nem ért célba |
| Olena Bilosiuk Yuliia Dzhima Anastasiya Merkushyna Iryna Petrenko | 4 × 6 km váltó         | 1:14:04,1     | 1+6           | 7.            |

Vegyes
| Versenyző                                                       | Versenyszám  | Időeredmény | Lövőhiba | Helyezés |
| --------------------------------------------------------------- | ------------ | ----------- | -------- | -------- |
| Yuliia Dzhima Dmytro Pidruchnyi Artem Pryma Valentyna Semerenko | Vegyes váltó | 1:10:21,7   | 4+15     | 13.      |

## Bob
Női
| Versenyző    | Versenyszám | 1. futam | 1. futam | 2. futam | 2. futam | 3. futam | 3. futam | 4. futam | 4. futam | Összesítés | Összesítés |
| Versenyző    | Versenyszám | Idő      | Hely.    | Idő      | Hely.    | Idő      | Hely.    | Idő      | Hely.    | Idő        | Helyezés   |
| ------------ | ----------- | -------- | -------- | -------- | -------- | -------- | -------- | -------- | -------- | ---------- | ---------- |
| Lidiia Hunko | Mono        | 1:06,34  | 18.      | 1:07,84  | 20.      | 1:07,47  | 20.      | 1:07,45  | 19.      | 4:29,10    | 20.        |

## Északi összetett
| Versenyző        | Versenyszám        | Síugrás | Síugrás | Síugrás | Síugrás    | Sífutás | Sífutás | Összesítés | Összesítés |
| Versenyző        | Versenyszám        | Táv     | Pont    | Hely.   | Időhátrány | Idő     | Hely.   | Idő        | Helyezés   |
| ---------------- | ------------------ | ------- | ------- | ------- | ---------- | ------- | ------- | ---------- | ---------- |
| Dmytro Mazurchuk | Nagysánc + 10 km   | 116,0   | 83,5    | 33.     | +3:22      | 27:35,4 | 33.     | 31:20,4    | 32.        |
| Dmytro Mazurchuk | Normálsánc + 10 km | 87,0    | 82,5    | 35.     | +3:45      | 27:08,3 | 35.     | 30:30,3    | 36.        |

## Műkorcsolya
| Versenyző                          | Versenyszám  | Rövid program | Rövid program | Kűr     | Kűr     | Összesítés | Összesítés |
| Versenyző                          | Versenyszám  | Pont          | Hely.         | Pont    | Hely.   | Pont       | Helyezés   |
| ---------------------------------- | ------------ | ------------- | ------------- | ------- | ------- | ---------- | ---------- |
| Ivan Shmuratko                     | Férfi egyéni | 78,11         | 22.           | 127,65  | 24.     | 205,76     | 24.        |
| Anastasiia Shabotova               | Női egyéni   | 48,68         | 30.           | kiesett | kiesett | kiesett    | kiesett    |
| Oleksandra Nazarova Maksym Nikitin | Jégtánc      | 65,53         | 20.           | 97,34   | 18.     | 162,87     | 20.        |

## Rövidpályás gyorskorcsolya
Férfi
| Versenyző   | Versenyszám | Előfutam | Előfutam | Negyeddöntő | Negyeddöntő | Elődöntő | Elődöntő | B döntő | B döntő | Döntő   | Döntő   | Helyezés |
| Versenyző   | Versenyszám | Idő      | Hely.    | Idő         | Hely.       | Idő      | Hely.    | Idő     | Hely.   | Idő     | Hely.   | Helyezés |
| ----------- | ----------- | -------- | -------- | ----------- | ----------- | -------- | -------- | ------- | ------- | ------- | ------- | -------- |
| Oleh Handei | 500 m       | 44,163   | 4.       | kiesett     | kiesett     | kiesett  | kiesett  | kiesett | kiesett | kiesett | kiesett | 27.      |

Női
| Versenyző      | Versenyszám | Negyeddöntő | Negyeddöntő | Elődöntő | Elődöntő | B döntő | B döntő | Döntő   | Döntő   | Helyezés |
| Versenyző      | Versenyszám | Idő         | Hely.       | Idő      | Hely.    | Idő     | Hely.   | Idő     | Hely.   | Helyezés |
| -------------- | ----------- | ----------- | ----------- | -------- | -------- | ------- | ------- | ------- | ------- | -------- |
| Uliana Dubrova | 1500 m      | 2:26,832    | 6.          | kiesett  | kiesett  | kiesett | kiesett | kiesett | kiesett | 32.      |

## Síakrobatika
Ugrás
| Versenyző           | Versenyszám | Selejtező  | Selejtező  | Selejtező  | Selejtező     | Selejtező  | Döntő      | Döntő      | Döntő         | Döntő      | Döntő      | Helyezés                 |
| Versenyző           | Versenyszám | 1. forduló | 1. forduló | 2. forduló | 2. forduló    | 2. forduló | 1. forduló | 1. forduló | 1. forduló    | 1. forduló | 2. forduló | Helyezés                 |
| Versenyző           | Versenyszám | Pont       | Hely.      | Pont       | Jobb eredmény | Hely.      | 1. ugrás   | 2.ugrás    | Jobb eredmény | Hely.      | Pont       | Helyezés                 |
| ------------------- | ----------- | ---------- | ---------- | ---------- | ------------- | ---------- | ---------- | ---------- | ------------- | ---------- | ---------- | ------------------------ |
| Oleksandr Abramenko | Férfi       | 120,36     | 5.         | kiemelt    | kiemelt       | kiemelt    | 123,53     | 113,57     | 123,53        | 2.         | 116,50     | 2. helyezett, ezüstérmes |
| Dmytro Kotovskyi    | Férfi       | 73,89      | 24.        | 114,03     | 114,03        | 9.         | kiesett    | kiesett    | kiesett       | kiesett    | kiesett    | 15.                      |
| Oleksandr Okipniuk  | Férfi       | 92,76      | 22.        | 125,00     | 125,00        | 1.         | 91,40      | 122,01     | 122,01        | 9.         | kiesett    | 9.                       |
| Anastasiya Novosad  | Női         | nem indult | nem indult | nem indult | nem indult    | nem indult | kiesett    | kiesett    | kiesett       | kiesett    | kiesett    | kiesett                  |
| Olga Polyuk         | Női         | 68,76      | 20.        | 56,68      | 68,76         | 16.        | kiesett    | kiesett    | kiesett       | kiesett    | kiesett    | 22.                      |

## Sífutás
Távolsági
Férfi
| Versenyző          | Versenyszám | Klasszikus | Klasszikus | Szabad     | Szabad     | Összesen   | Összesen |
| Versenyző          | Versenyszám | Idő        | Hely.      | Idő        | Hely.      | Idő        | Helyezés |
| ------------------ | ----------- | ---------- | ---------- | ---------- | ---------- | ---------- | -------- |
| Oleksii Krasovskyi | 15 km       |            |            |            |            | 44:59,8    | 77.      |
| Oleksii Krasovskyi | 30 km       | 45:22,6    | 58.        | lekörözték | lekörözték | lekörözték | 58.      |
| Ruslan Perekhoda   | 15 km       |            |            |            |            | 45:05,6    | 78.      |
| Ruslan Perekhoda   | 30 km       | lekörözték | lekörözték | lekörözték | lekörözték | lekörözték | 64.      |

Női
| Versenyző                                                            | Versenyszám    | Klasszikus | Klasszikus | Szabad     | Szabad     | Összesen   | Összesen |
| Versenyző                                                            | Versenyszám    | Idő        | Hely.      | Idő        | Hely.      | Idő        | Helyezés |
| -------------------------------------------------------------------- | -------------- | ---------- | ---------- | ---------- | ---------- | ---------- | -------- |
| Maryna Antsybor                                                      | 10 km          |            |            |            |            | 32:36,5    | 58.      |
| Maryna Antsybor                                                      | 15 km          | 27:08,4    | 57.        | 25:08,3    | 56.        | 52:54,0    | 56.      |
| Maryna Antsybor                                                      | 30 km          |            |            |            |            | 1:35:31,3  | 37.      |
| Valiantsina Kaminskaya                                               | 10 km          |            |            |            |            | 35:42,7    | 79.      |
| Yuliia Krol                                                          | 15 km          | 27:57,6    | 60.        | 28:22,9    | 62.        | 57:04,4    | 62.      |
| Viktoriia Olekh                                                      | 10 km          |            |            |            |            | 34:58,1    | 76.      |
| Viktoriia Olekh                                                      | 15 km          | 28:26,8    | 62.        | 25:47,3    | 60.        | 54:55,7    | 60.      |
| Viktoriia Olekh                                                      | 30 km          |            |            |            |            | 1:46:22,1  | 58.      |
| Daria Rublova                                                        | 15 km          | 29:59,6    | 64.        | lekörözték | lekörözték | lekörözték | 63.      |
| Viktoriya Olekh Valiantsina Kaminskaya Maryna Antsybor Daria Rublova | 4 × 5 km váltó |            |            |            |            | lekörözték | 18.      |

Sprint
| Versenyző                           | Versenyszám         | Selejtező | Selejtező | Negyeddöntő | Negyeddöntő | Elődöntő | Elődöntő | Döntő   | Helyezés |
| Versenyző                           | Versenyszám         | Idő       | Hely.     | Idő         | Hely.       | Idő      | Hely.    | Idő     | Helyezés |
| ----------------------------------- | ------------------- | --------- | --------- | ----------- | ----------- | -------- | -------- | ------- | -------- |
| Oleksii Krasovskyi                  | Férfi egyéni sprint | 3:05,52   | 64.       | kiesett     | kiesett     | kiesett  | kiesett  | kiesett | 64.      |
| Ruslan Perekhoda                    | Férfi egyéni sprint | 2:59,34   | 46.       | kiesett     | kiesett     | kiesett  | kiesett  | kiesett | 46.      |
| Oleksii Krasovskyi Ruslan Perekhoda | Férfi csapatsprint  |           |           |             |             | 20:48,40 | 9.       | kiesett | 17.      |
| Maryna Antsybor                     | Női egyéni sprint   | 3:33,80   | 54.       | kiesett     | kiesett     | kiesett  | kiesett  | kiesett | 54.      |
| Valiantsina Kaminskaya              | Női egyéni sprint   | 3:44,10   | 70.       | kiesett     | kiesett     | kiesett  | kiesett  | kiesett | 70.      |
| Viktoriya Olekh                     | Női egyéni sprint   | 3:42,78   | 69.       | kiesett     | kiesett     | kiesett  | kiesett  | kiesett | 69.      |
| Maryna Antsybor Yuliya Krol         | Női csapatsprint    |           |           |             |             | 25:46,04 | 9.       | kiesett | 18.      |

## Síugrás
Férfi
| Versenyző            | Versenyszám | Selejtező | Selejtező | Selejtező | 1. ugrás | 1. ugrás | 1. ugrás | 2. ugrás | 2. ugrás | 2. ugrás | Összesítés | Összesítés |
| Versenyző            | Versenyszám | Táv       | Pont      | Hely.     | Táv      | Pont     | Hely.    | Táv      | Pont     | Hely.    | Pont       | Helyezés   |
| -------------------- | ----------- | --------- | --------- | --------- | -------- | -------- | -------- | -------- | -------- | -------- | ---------- | ---------- |
| Vitaliy Kalinichenko | Nagysánc    | 118,0     | 94,2      | 42.       | 122,5    | 106,0    | 44.      | kiesett  | kiesett  | kiesett  | kiesett    | kiesett    |
| Anton Korchuk        | Normálsánc  | 67,5      | 38,0      | 52.       | kiesett  | kiesett  | kiesett  | kiesett  | kiesett  | kiesett  | kiesett    | kiesett    |
| Anton Korchuk        | Nagysánc    | 82,5      | 25,4      | 56.       | kiesett  | kiesett  | kiesett  | kiesett  | kiesett  | kiesett  | kiesett    | kiesett    |
| Yevhen Marusiak      | Normálsánc  | 73,0      | 49,8      | 48.       | 91,5     | 97,4     | 47.      | kiesett  | kiesett  | kiesett  | kiesett    | kiesett    |
| Yevhen Marusiak      | Nagysánc    | 104,0     | 76,0      | 49.       | 111,0    | 81,6     | 50.      | kiesett  | kiesett  | kiesett  | kiesett    | kiesett    |

## Snowboard
Parallel giant slalom
| Versenyző       | Versenyszám | Selejtező | Selejtező | Nyolcaddöntő      | Negyeddöntő       | Elődöntő          | Döntő             | Helyezés |
| Versenyző       | Versenyszám | Idő       | Hely.     | Ellenfél Eredmény | Ellenfél Eredmény | Ellenfél Eredmény | Ellenfél Eredmény | Helyezés |
| --------------- | ----------- | --------- | --------- | ----------------- | ----------------- | ----------------- | ----------------- | -------- |
| Annamari Dancha | Női         | 1:37,79   | 26.       | kiesett           | kiesett           | kiesett           | kiesett           | 26.      |

## Szánkó
| Versenyző                     | Versenyszám | 1. futam | 1. futam | 2. futam | 2. futam | 3. futam | 3. futam | 4. futam | 4. futam | Összesítés | Összesítés |
| Versenyző                     | Versenyszám | Idő      | Hely.    | Idő      | Hely.    | Idő      | Hely.    | Idő      | Hely.    | Idő        | Helyezés   |
| ----------------------------- | ----------- | -------- | -------- | -------- | -------- | -------- | -------- | -------- | -------- | ---------- | ---------- |
| Anton Dukach                  | Férfi egyes | 58,873   | 25.      | 58,726   | 18.      | 58,408   | 19.      | kiesett  | kiesett  | 2:56,007   | 22.        |
| Andriy Mandziy                | Férfi egyes | 1:01,082 | 32.      | 58,706   | 17.      | 58,346   | 17.      | kiesett  | kiesett  | 2:58,134   | 27.        |
| Ihor Stakhiv Andrii Lysetskyi | Kettes      | 59,983   | 14.      | 1:00,080 | 15.      |          |          |          |          | 2:00,063   | 15.        |
| Olena Stetskiv                | Női egyes   | 59,663   | 21.      | 59,586   | 19.      | 59,963   | 27.      | kiesett  | kiesett  | 2:59,212   | 22.        |
| Yulianna Tunytska             | Női egyes   | 59,690   | 22.      | 59,844   | 23.      | 59,571   | 24.      | kiesett  | kiesett  | 2:59,105   | 21.        |

| Versenyző                                                      | Versenyszám  | Női      | Női   | Férfi    | Férfi | Kettes   | Kettes | Összesítés | Összesítés |
| Versenyző                                                      | Versenyszám  | Idő      | Hely. | Idő      | Hely. | Idő      | Hely.  | Idő        | Helyezés   |
| -------------------------------------------------------------- | ------------ | -------- | ----- | -------- | ----- | -------- | ------ | ---------- | ---------- |
| Yulianna Tunytska Anton Dukach Ihor Stakhiv / Andrii Lysetskyi | Vegyes váltó | 1:01,123 | 8.    | 1:04,244 | 13.   | 1:04,237 | 12.    | 3:09,604   | 11.        |

## Szkeleton
| Versenyző             | Versenyszám | 1. futam | 1. futam | 2. futam | 2. futam | 3. futam | 3. futam | 4. futam | 4. futam | Összesítés | Összesítés |
| Versenyző             | Versenyszám | Idő      | Hely.    | Idő      | Hely.    | Idő      | Hely.    | Idő      | Hely.    | Idő        | Helyezés   |
| --------------------- | ----------- | -------- | -------- | -------- | -------- | -------- | -------- | -------- | -------- | ---------- | ---------- |
| Vladyslav Heraskevych | Férfi       | 1:01,63  | 18.      | 1:01,58  | 16.      | 1:01,62  | 18.      | 1:01,45  | 17.      | 4:06,28    | 18.        |